# Festival de Cinema de Lucca
El Festival de Cinema de Lucca o Lucca Film Festival (LFF) és un esdeveniment anual que se celebra a Lucca des de 2005. El festival de cinema ofereix projeccions, exposicions, conferències i actuacions, que van des del cinema convencional fins al cinema d'autor.
Entre els convidats hi ha directors de cinema, intèrprets, crítics i artistes internacionals, com ara David Lynch, Oliver Stone, Terry Gilliam, William Friedkin, George Romero, Paul Schrader, Ethan Hawke, Susan Sarandon, Isabelle Huppert, Ruben Östlund, Stefania Sandrelli, Valeria Golino, Laura Morante, Joe Dante, Gaspar Noé, Matthew Modine, Jeremy Irons, Martin Freeman, Giuseppe Tornatore, Marco Bellocchio, Paolo Sorrentino, Gabriele Salvatores, Paolo Virzì, Willem Dafoe, Rutger Hauer, Philip Gröning, Michel Ocelot, Alfonso Cuarón, Matt Dillon, Elio Germano, Thomas Vinterberg, Sandra Milo, Aubrey Plaza, Aleksandr Sokurov, Alba Rohrwacher, Silvio Orlando, Kenneth Anger, Jonas Mekas, Tsai Ming-liang, Michael Snow, Paolo e Vittorio Taviani, Robert Cahen, Lou Castel, Abel Ferrara, Philippe Garrel, György Pálfi, Antoni Padrós, Benedek Fliegauf, Peter Greenaway i John Boorman.

## Història
El Festival de Cinema de Lucca va ser creat l'any 2005 per Nicola Borrelli, un estudiant de 21 anys de la Facultat de Lletres i Filosofia de la Universitat de Bolonya. Borrelli, amb l'ajuda dels seus pares, amistats i voluntariat, va constituir VI(S)TA NOVA, una associació cultural que organitza i vetlla per l'administració i la direcció artística del festival.
El primer suport financer per al festival va venir de la Banca Toscana, el municipi de Lucca, la província de Lucca, Fondazione Cassa di Risparmio, Fondazione Banca del Monte di Lucca i la regió de la Toscana. Avui el festival compta amb el suport de nombroses institucions locals i internacionals.
A més de projectar noves pel·lícules a competició, el festival inclou una selecció de projeccions fora de competició, exposicions i actes multidisciplinaris, amb una especial atenció als pioners del cinema experimental.

## Concurs de llargmetratges
Fundat el 2016, el concurs de llargmetratges selecciona pel·lícules d'arreu del món per a la seva estrena italiana. Les seleccions són ponderades per tres jurats: un jurat internacional de professionals del cinema, un jurat popular i un jurat universitari.
| Any  | Títol                                                                           | Director               | Origen                                  |
| ---- | ------------------------------------------------------------------------------- | ---------------------- | --------------------------------------- |
| 2016 | Ma dar behesht                                                                  | Sina Ataeian Dena      | Iran, Alemanya                          |
| 2017 | Dao khanong                                                                     | Anocha Suwichakornpong | Tailàndia, Països Baixos, França, Qatar |
| 2018 | O Clube dos Canibais                                                            | Guto Parente           | Brasil                                  |
| 2019 | Dollhouse: The Eradication of Female Subjectivity from American Popular Culture | Nicole Breding         | EUA, Canadà                             |
| 2020 | Murmur                                                                          | Heather Young          | Canadà                                  |
| 2021 | Die Welt wird eine andere sein                                                  | Anne Zohra Berrached   | Alemanya, França                        |
| 2022 | Yamabuki                                                                        | Juichiro Yamasaki      | Japó, França                            |
| 2023 | Kletka ishet ptitsu                                                             | Malika Musaeva         | França, Rússia                          |